# Универзитет у Вилњусу
Универзитет у Вилњусу (литв. Vilniaus universitetas) је државни универзитет у Вилњусу. Први је и највећи универзитет у Литванији, као и једна од најстаријих и најистакнутијих високошколских установа у средњој и источној Европи. Данас је водећа истраживачка институција у Литванији, рангирана међу 29% најбољих високошколских установа у свету.

## Галерија
- Пословни факултет
- Центар за физичке науке и технологију
- Филолошки факултет
- Филозофски факултет
- Факултет за хемију и геонауке
- Факултет математике и информатике
- Медицински факултет
- Факултети физике, економије и пословне администрације, права и комуникологије
- Институт за међународне односе и политичке науке
- Факултет у Каунасу
- Центар за животне науке
- Планетаријум
- Студентски домови